# Thalassoma ascensionis
Thalassoma ascensionis é uma espécie de peixe da família Labridae.
É endémica de Santa Helena (território).